# Вест Колумбија (Јужна Каролина)
Вест Колумбија (енгл. West Columbia) град је у америчкој савезној држави Јужна Каролина.

## Демографија
По попису из 2010. године број становника је 14.988, што је 1.924 (14,7%) становника више него 2000. године.
| Група             | 2000.         | 2010.         |
| Белци             | 9.483 (72,6%) | 9.579 (63,9%) |
| Афроамериканци    | 2.588 (19,8%) | 2.769 (18,5%) |
| Азијати           | 223 (1,7%)    | 271 (1,8%)    |
| Хиспаноамериканци | 609 (4,7%)    | 2.174 (14,5%) |
| Укупно            | 13.064        | 14.988        |